# Bundesratswahl 1943
Am 15. Dezember 1943 fanden in der Schweiz die Gesamterneuerungswahlen des Bundesrates statt. Die beiden Kammern des neu gewählten Parlaments, die Vereinigte Bundesversammlung, wählten die Schweizer Regierung, den Bundesrat, für die von 1944 bis 1947 dauernde Amtszeit. Die Sitze wurden einzeln in der Reihenfolge des Amtsalters der Sitzinhaber bestellt. Nach dem Rücktritt von Bundesrat Ernst Wetter, FDP, kam es zu einer Ersatzwahl. Nach Jahrzehnten erfolgloser Bewerbungen der Sozialdemokraten wurde Ernst Nobs erster sozialdemokratischer Bundesrat.

## Wahlen

### Erste Wahl (Sitz von Marcel Pilet-Golaz, FDP)

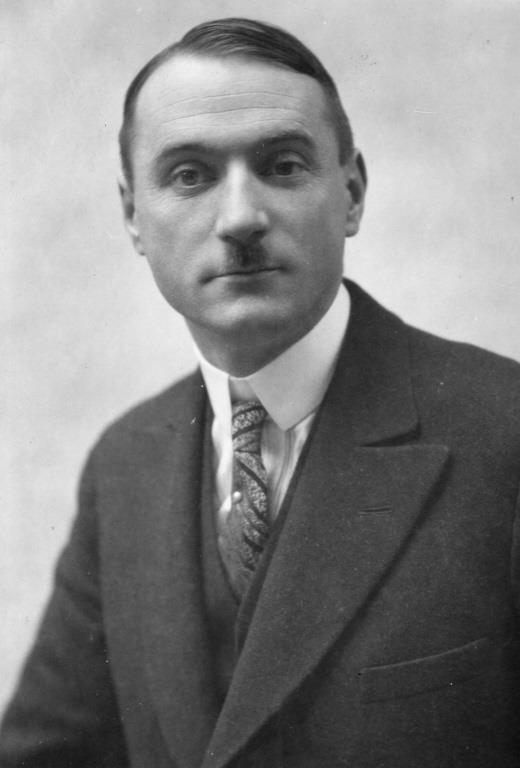
Bundesrat Marcel Pilet-Golaz, ca. 1929

Marcel Pilet-Golaz (FDP) wurde am 13. Dezember 1928 in den Bundesrat gewählt. Er war 1929 Vorsteher des Departements des Innern, von 1930 bis 1940 Vorsteher des Post- und Eisenbahndepartements und von 1940 bis 1944 Vorsteher des Politischen Departements. Die Gegenkandidatur war Nationalrat Henri Perret (SP). Der ohne sein Wissen vom Landesring der Unabhängigen vorgeschlagene Paul Rossy, Vizepräsident der Schweizerischen Nationalbank, hätte die Wahl nicht angenommen.
|                         | 1. Wahlgang |
| ----------------------- | ----------- |
| ausgeteilte Wahlzettel  | 231         |
| eingegangene Wahlzettel | 231         |
| leer/ungültig           | 0/4         |
| gültig Total            | 227         |
| absolutes Mehr          | 114         |
| Marcel Pilet-Golaz      | 154         |
| Henri Perret            | 59          |
| Paul Rossy              | 10          |
| Verschiedene            | 4           |

### Zweite Wahl (Sitz von Philipp Etter, SKVP)

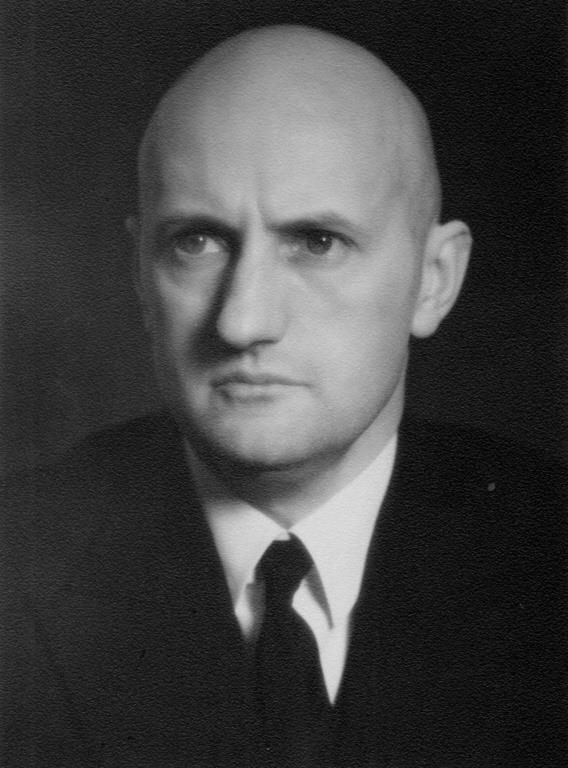
Philipp Etter (ca. 1930)

Philipp Etter (SKVP) wurde am 22. März 1934 in den Bundesrat gewählt. Er war von 1934 bis 1959 Vorsteher des Departements des Innern.
|                         | 1. Wahlgang |
| ----------------------- | ----------- |
| ausgeteilte Wahlzettel  | 232         |
| eingegangene Wahlzettel | 231         |
| leer/ungültig           | 0/51        |
| gültig Total            | 180         |
| absolutes Mehr          | 91          |
| Philip Etter            | 163         |
| Verschiedene            | 17          |

### Dritte Wahl (Sitz von Enrico Celio, SKVP)

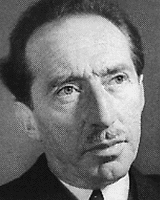
Enrico Celio

Enrico Celio (SKVP) wurde am 22. Februar 1940 in den Bundesrat gewählt. Er war von 1940 bis 1950 Vorsteher des Post- und Eisenbahndepartements.
|                         | 1. Wahlgang |
| ----------------------- | ----------- |
| ausgeteilte Wahlzettel  | 234         |
| eingegangene Wahlzettel | 214         |
| leer/ungültig           | 0/37        |
| gültig Total            | 177         |
| absolutes Mehr          | 89          |
| Enrico Celio            | 164         |
| Verschiedene            | 13          |

### Vierte Wahl (Sitz von Walther Stampfli, FDP)

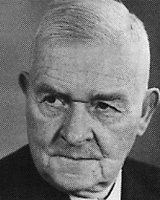
Walther Stampfli

Walther Stampfli (FDP) wurde am 18. Juli 1940 zum Bundesrat gewählt. Stampfli war von 1940 bis 1947 Vorsteher des Volkswirtschaftsdepartements.
|                         | 1. Wahlgang |
| ----------------------- | ----------- |
| ausgeteilte Wahlzettel  | 232         |
| eingegangene Wahlzettel | 232         |
| leer/ungültig           | 0/29        |
| gültig Total            | 203         |
| absolutes Mehr          | 102         |
| Walther Stampfli        | 194         |
| Verschiedene            | 9           |

### Fünfte Wahl (Sitz von Eduard von Steiger, BGB)

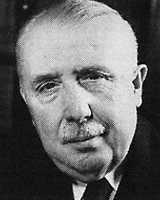
Eduard von Steiger

Eduard von Steiger (BGB) wurde am 10. Dezember 1940 zum Bundesrat gewählt. Bundesrat von Steiger war von 1941 bis 1951 Vorsteher des Justiz- und Polizeidepartements.
|                         | 1. Wahlgang |
| ----------------------- | ----------- |
| ausgeteilte Wahlzettel  | 229         |
| eingegangene Wahlzettel | 229         |
| leer/ungültig           | 0/35        |
| gültig Total            | 194         |
| absolutes Mehr          | 98          |
| Eduard von Steiger      | 183         |
| Verschiedene            | 11          |

### Sechste Wahl (Sitz von Karl Kobelt, FDP)

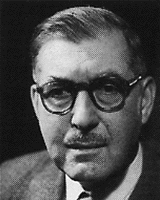
Karl Kobelt

Karl Kobelt (FDP) wurde am 10. Dezember 1940 zum Bundesrat gewählt. Kobelt war von 1941 bis 1954 Vorsteher des Militärdepartements.
|                         | 1. Wahlgang |
| ----------------------- | ----------- |
| ausgeteilte Wahlzettel  | 232         |
| eingegangene Wahlzettel | 231         |
| leer/ungültig           | 0/49        |
| gültig Total            | 182         |
| absolutes Mehr          | 92          |
| Karl Kobelt             | 163         |
| Verschiedene            | 19          |

## Detailergebnisse der Ersatzwahl für Ernst Wetter, FDP

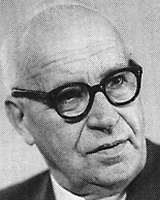
Ernst Nobs

Ernst Nobs (SP) wurde bereits im 1. Wahlgang gewählt. Freisinnige aus der Ostschweiz gaben Nationalrat Theodor Gut senior  (FDP) die Stimme. Der schon mehrfach für die Sozialdemokraten erfolglos angetretene Nationalrat Johannes Huber erhielt vereinzelte Stimmen. Bundesrat Nobs war dann von 1944 bis 1951 Vorsteher des Finanz- und Zolldepartements.  
|                         | 1. Wahlgang |
| ----------------------- | ----------- |
| ausgeteilte Wahlzettel  | 233         |
| eingegangene Wahlzettel | 233         |
| leer/ungültig           | 0/52        |
| gültig Total            | 181         |
| absolutes Mehr          | 91          |
| Ernst Nobs              | 122         |
| Theodor Gut             | 38          |
| Johannes Huber          | 12          |
| Verschiedene            | 9           |

## Wahl des Bundeskanzlers

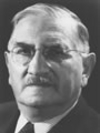
Oskar Leimgruber

Der amtierende Bundeskanzler George Bovet (FDP) stellte sich nicht mehr zur Wiederwahl. Neuer Bundeskanzler wurde Oskar Leimgruber (SKVP). Er war der erste Bundeskanzler der Schweiz, der nicht der FDP angehörte. Sein Gegenkandidat, Nationalrat Paul Meierhans, (SP) unterlag deutlich. Weitere Stimmen gingen an Oberst Morand aus dem Wallis, an den Übersetzer des Nationalrats Keel und an den freisinnigen Parteisekretär Steinmann.
|                         | 1. Wahlgang |
| ----------------------- | ----------- |
| ausgeteilte Wahlzettel  | 233         |
| eingegangene Wahlzettel | 227         |
| leer/ungültig           | 6/0         |
| gültig Total            | 221         |
| absolutes Mehr          | 111         |
| Oskar Leimgruber        | 124         |
| Paul Meierhans          | 70          |
| Morand                  | 12          |
| Keel                    | 10          |
| Steinmann               | 4           |
| Verschiedene            | 1           |

## Wahl des Bundespräsidenten
Walther Stampfli (FDP) wurde mit 197 Stimmen zum Bundespräsidenten für das Jahr 1944 gewählt.
|                         | 1. Wahlgang |
| ----------------------- | ----------- |
| ausgeteilte Wahlzettel  | 221         |
| eingegangene Wahlzettel | 221         |
| leer/ungültig           | 11/1        |
| gültig Total            | 209         |
| absolutes Mehr          | 105         |
| Walther Stampfli        | 197         |
| Verschiedene            | 12          |

## Wahl des Vizepräsidenten
Marcel Pilet-Golaz (FDP) wurde mit 162 Stimmen zum Vizepräsidenten gewählt.
|                         | 1. Wahlgang |
| ----------------------- | ----------- |
| ausgeteilte Wahlzettel  | 230         |
| eingegangene Wahlzettel | 229         |
| leer/ungültig           | 37/0        |
| gültig Total            | 192         |
| absolutes Mehr          | 97          |
| Marcel Pilet-Golaz      | 147         |
| Verschiedene            | 45          |